# Campagne-lès-Guines
Campagne-lès-Guines ist eine französische Gemeinde mit 414 Einwohnern (Stand: 1. Januar 2022) im Département Pas-de-Calais in der Region Hauts-de-France; sie gehört zum Arrondissement Calais und zum Kanton Calais-2.

## Geografie
Die Gemeinde Campagne-lès-Guines liegt im Regionalen Naturpark Caps et Marais d’Opale, etwa 15 Kilometer südlich von Calais. Durch das Gemeindegebiet führt die Eisenbahn-Schnellfahrstrecke LGV Nord. Nachbargemeinden von Campagne-lès-Guines sind Guînes im Westen und Norden, Andres im Norden und Nordosten, Balinghem im Nordosten, Rodelinghem im Osten sowie Bouquehault im Süden.

## Geschichte
Während der Luftschlacht um England existierten westlich des Ortes zwei kleine Feldflugplätze der deutschen Luftwaffe, die hier Bf 109E-Jäger des Jagdgeschwaders 54 stationierte. Zwischen Juli und September 1940 lagen hier die I./JG 54, von August bis Dezember 1940 der Stab und schließlich die II./JG 54 von September bis November 1940.

## Bevölkerungsentwicklung
| Jahr                       | 1962 | 1968 | 1975 | 1982 | 1990 | 1999 | 2011 | 2022 |
| -------------------------- | ---- | ---- | ---- | ---- | ---- | ---- | ---- | ---- |
| Einwohner                  | 336  | 295  | 296  | 370  | 406  | 452  | 447  | 414  |
| Quellen: Cassini und INSEE |      |      |      |      |      |      |      |      |

## Sehenswürdigkeiten
- Kirche Saint-Martin aus dem 19. Jahrhundert
- Schloss Le Val Doré
- Schloss La Garenne
- weitere zwei Schlösser

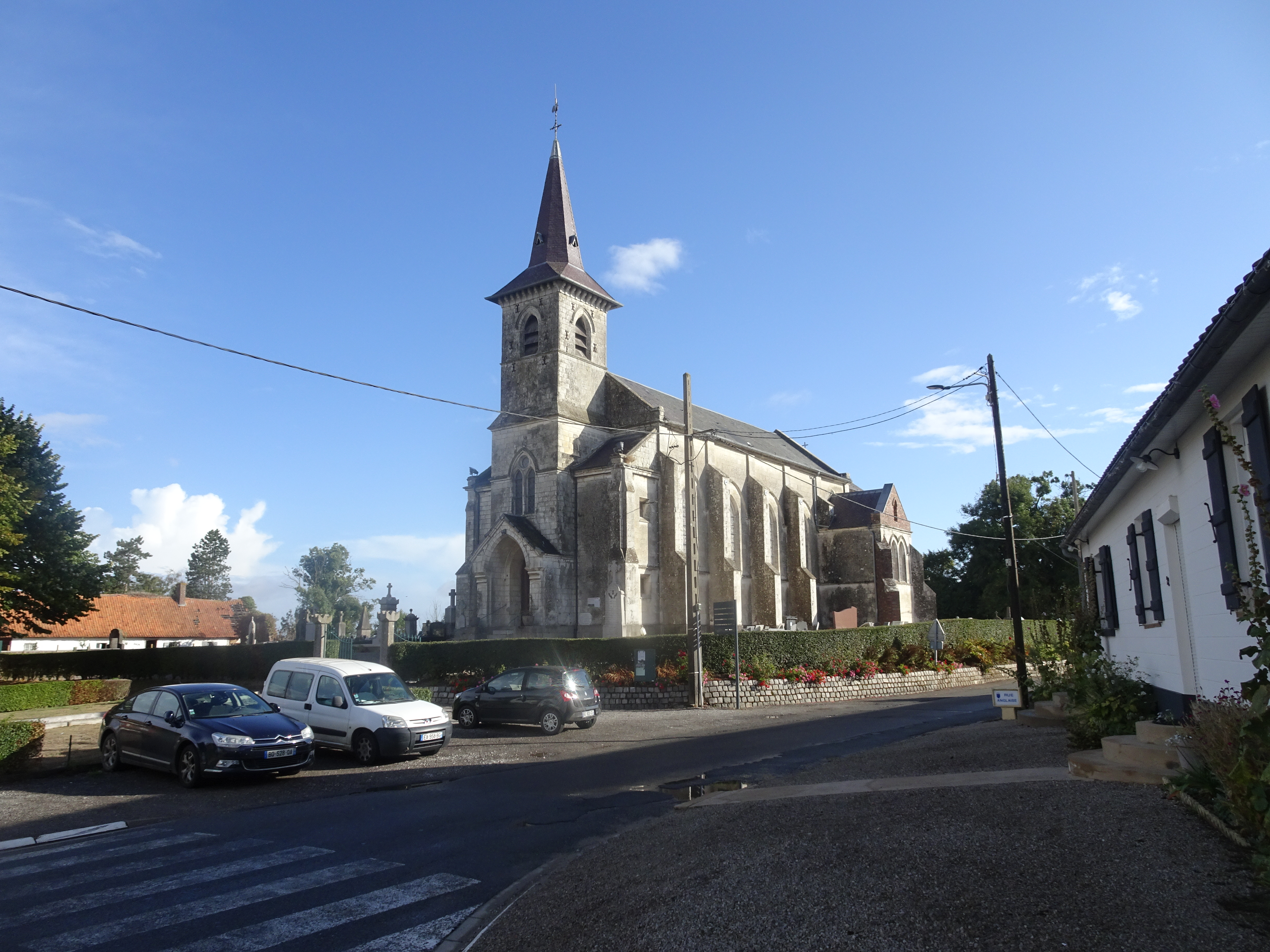
Kirche Saint-Martin
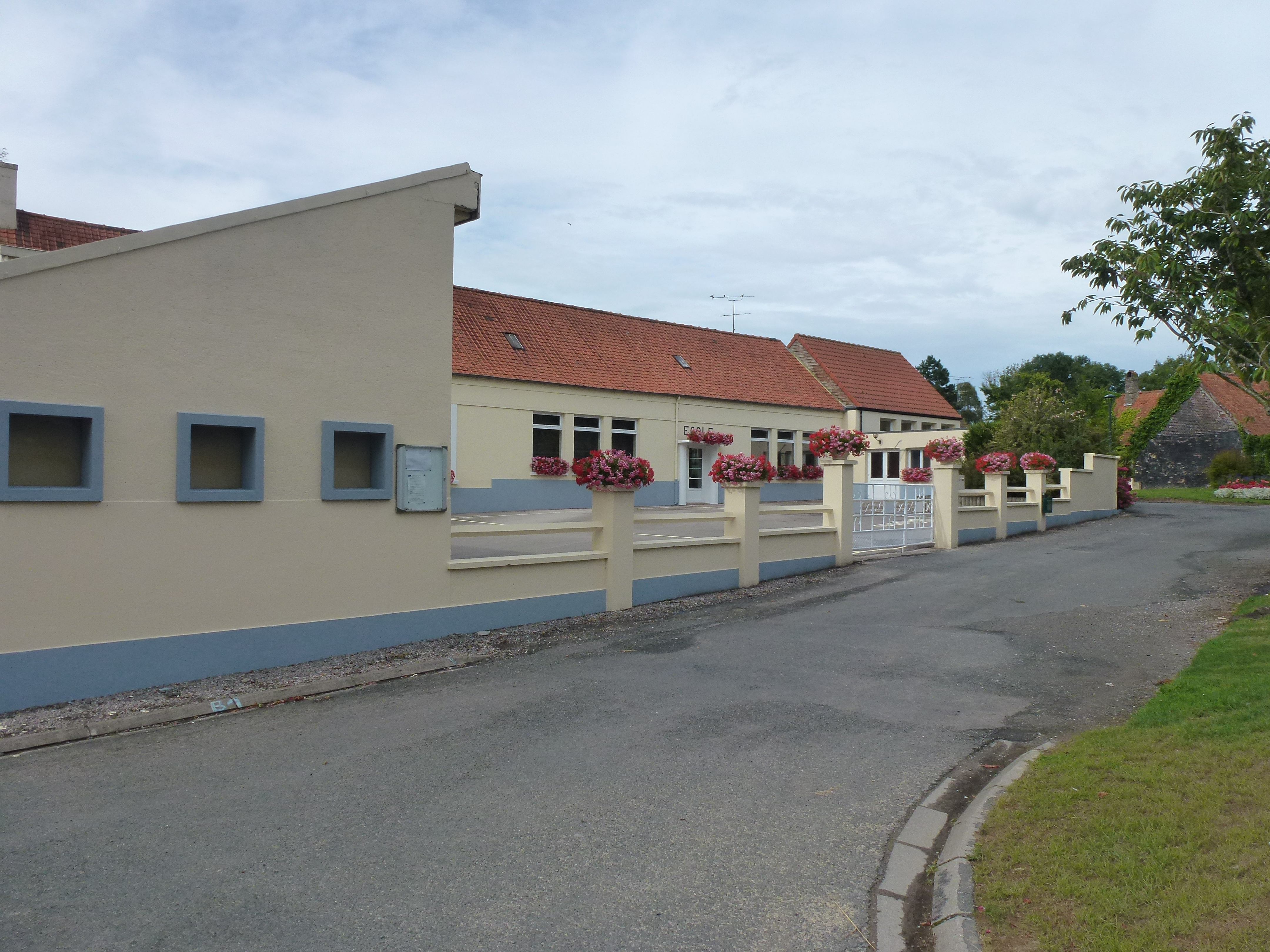
Schule
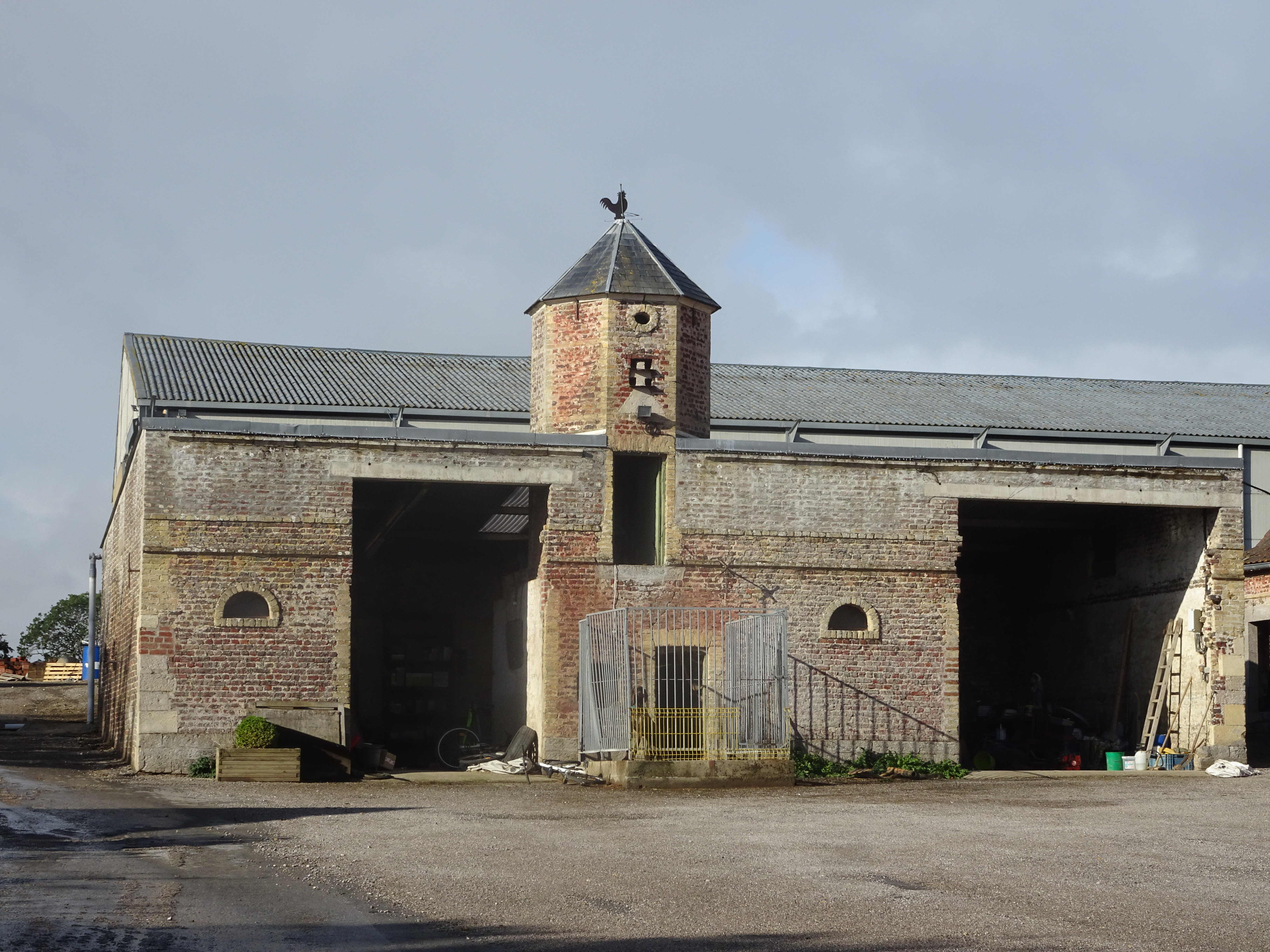
Taubenturm
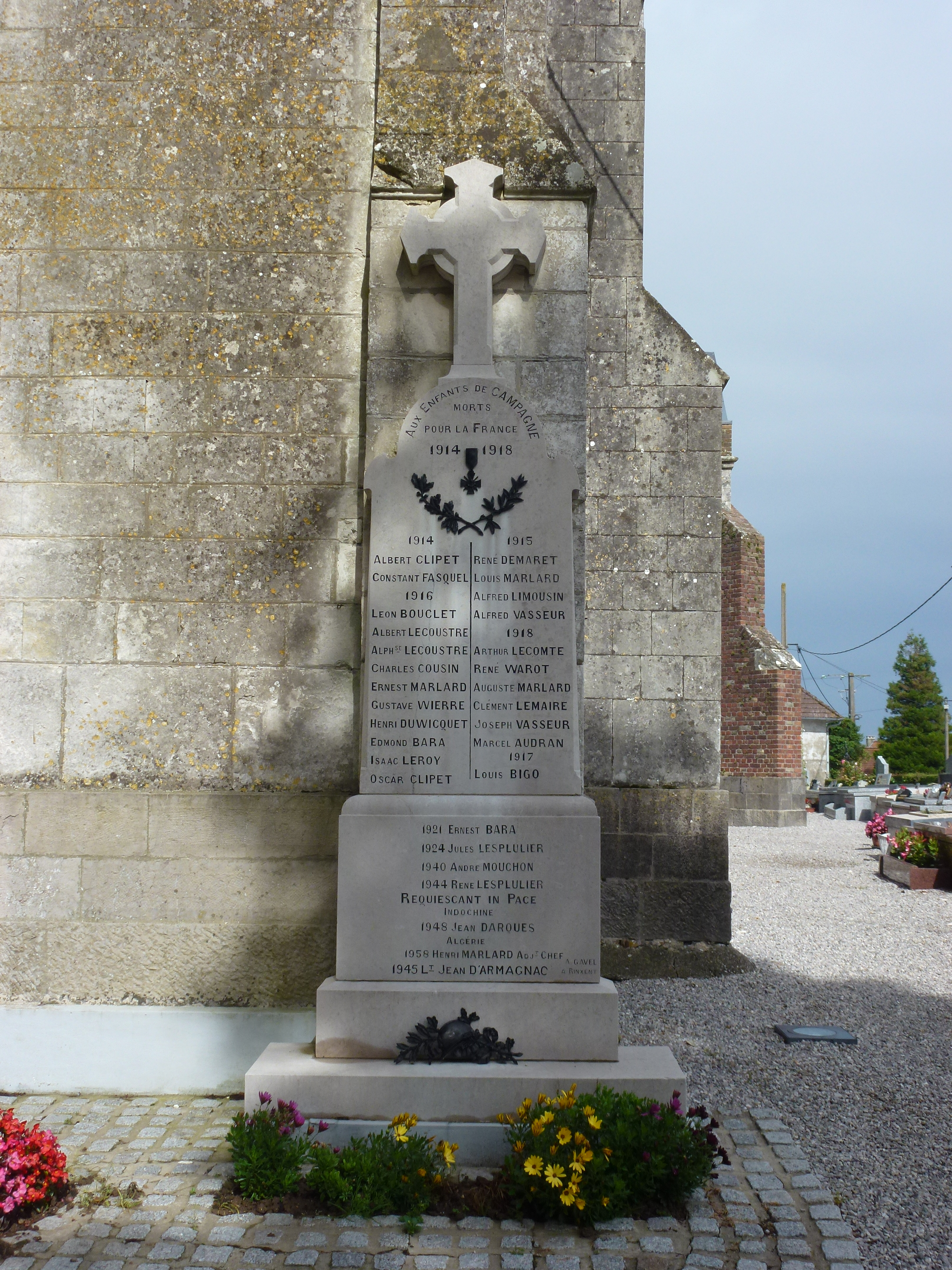
Gefallenendenkmal